# 日岡駅
日岡駅（ひおかえき）は、兵庫県加古川市加古川町大野にある、西日本旅客鉄道（JR西日本）加古川線の駅である。

## 歴史
- 1913年（大正2年）4月1日：播州鉄道が加古川町駅（現在の加古川駅） - 国包駅（現在の厄神駅）間で開業した際に設置[2][3]。旅客営業のみ[1]。
- 1923年（大正12年）12月21日：路線譲渡により播丹鉄道の駅となる[4]。
- 1943年（昭和18年）6月1日：播丹鉄道の国有化により鉄道省加古川線の駅となる[5]。
- 1948年（昭和23年）4月：駅舎改築[2]。
- 1973年（昭和48年）10月1日：荷物扱い廃止[1]。
- 1987年（昭和62年）4月1日：国鉄分割民営化により西日本旅客鉄道（JR西日本）の駅となる[1]。
- 1990年（平成2年）
  - 6月1日：加古川鉄道部発足により、その管轄となる。
  - 10月1日：無人駅化。
- 2009年（平成21年）7月1日：加古川鉄道部廃止に伴い神戸支社直轄へ変更され、加古川駅の被管理駅となる[6]。
- 2016年（平成28年）3月26日：ICカード「ICOCA」の利用が可能となる[7]。
- 2025年（令和7年）7月 - 新駅舎完成。

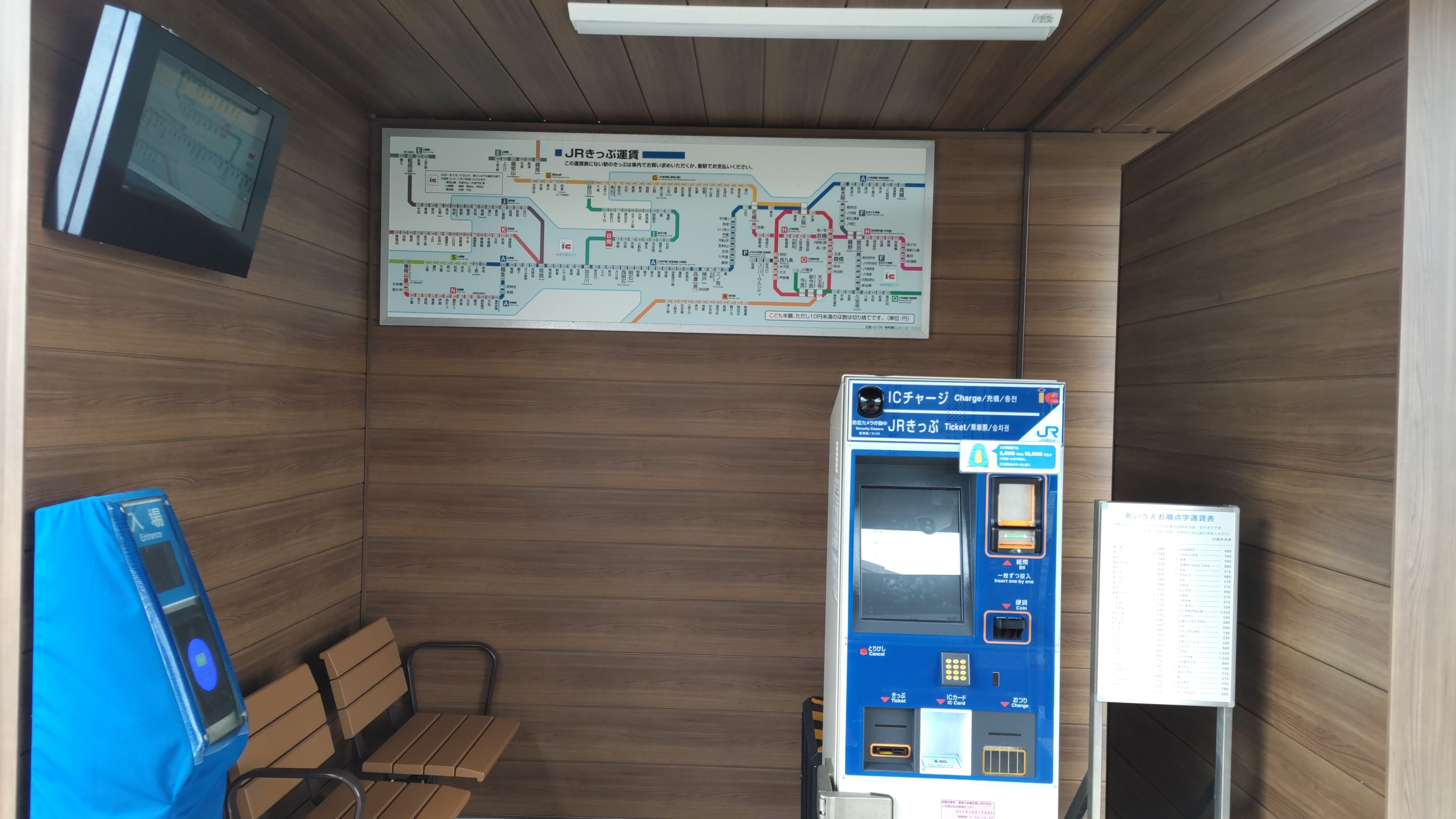
駅舎入口から右手
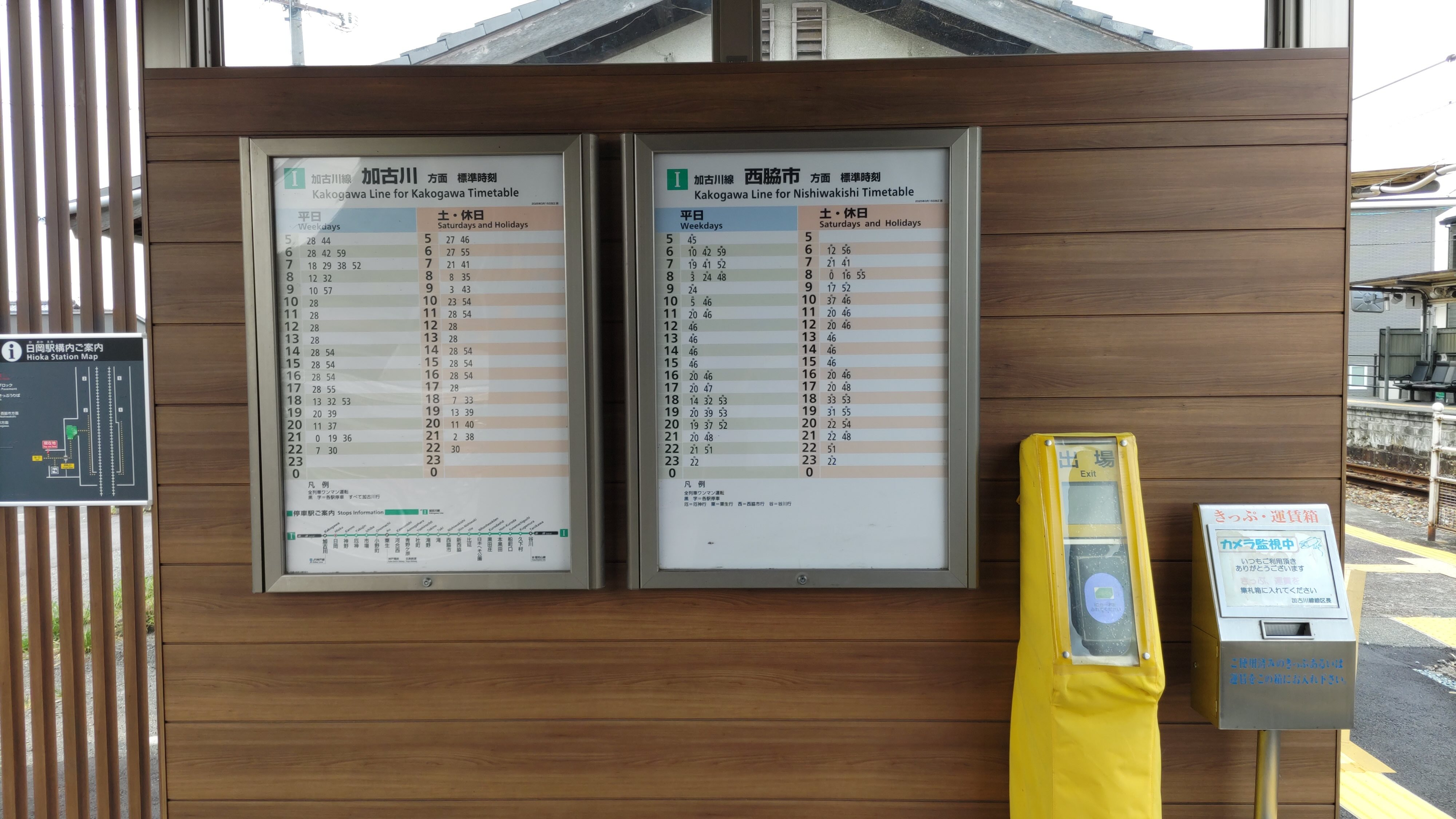
駅舎入口から左手
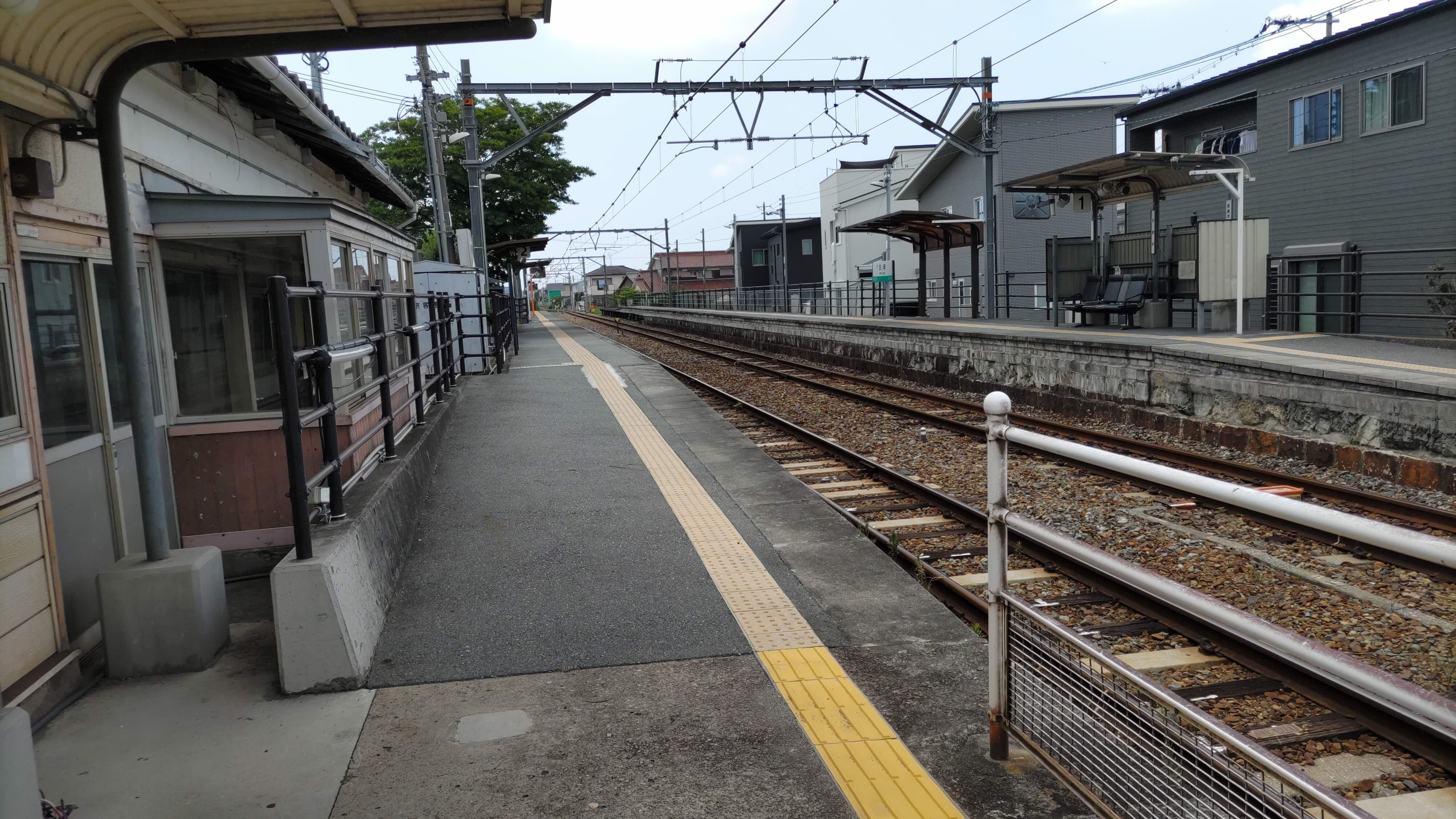
日岡駅構内
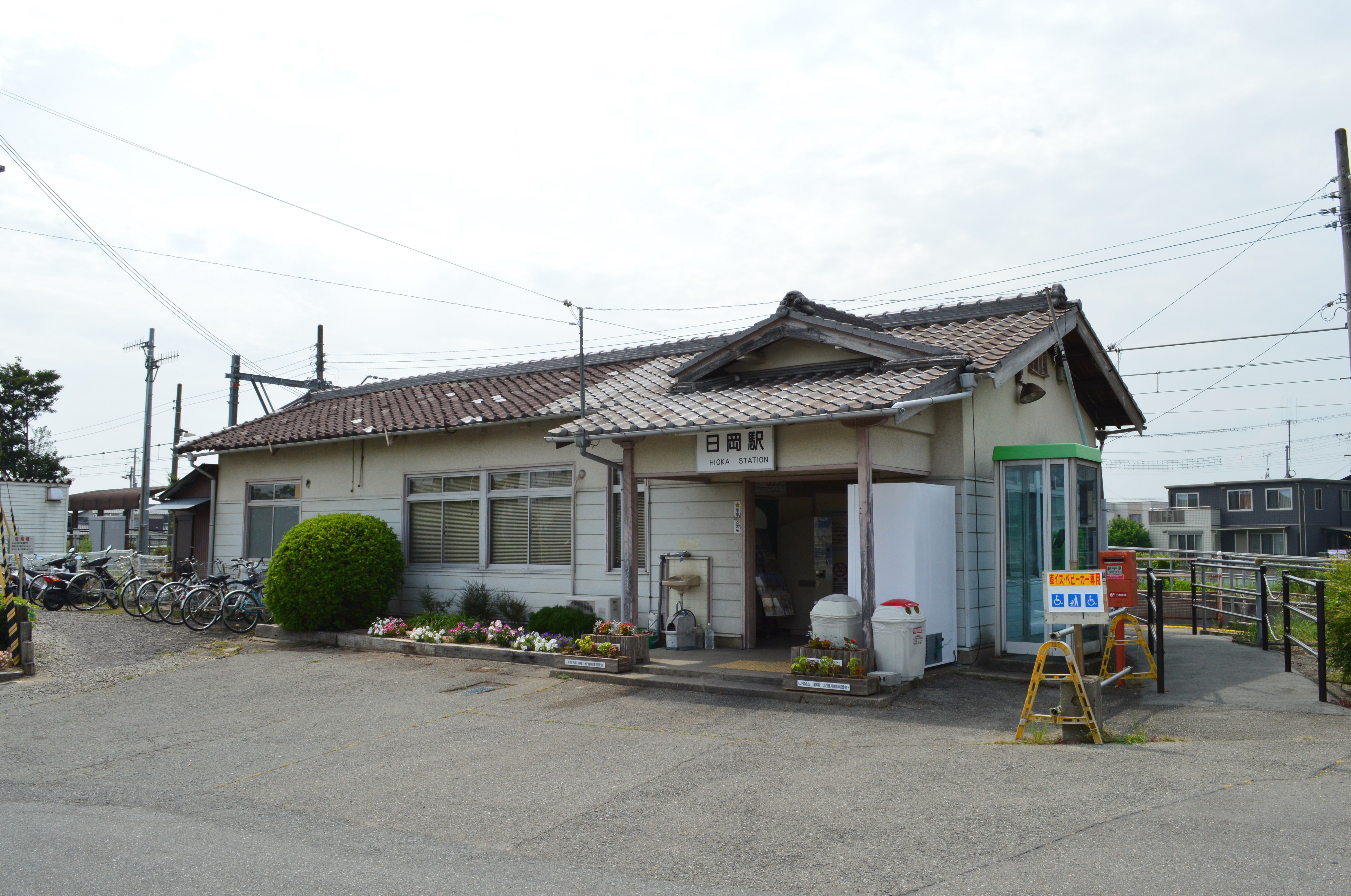
旧駅舎（2015年8月）
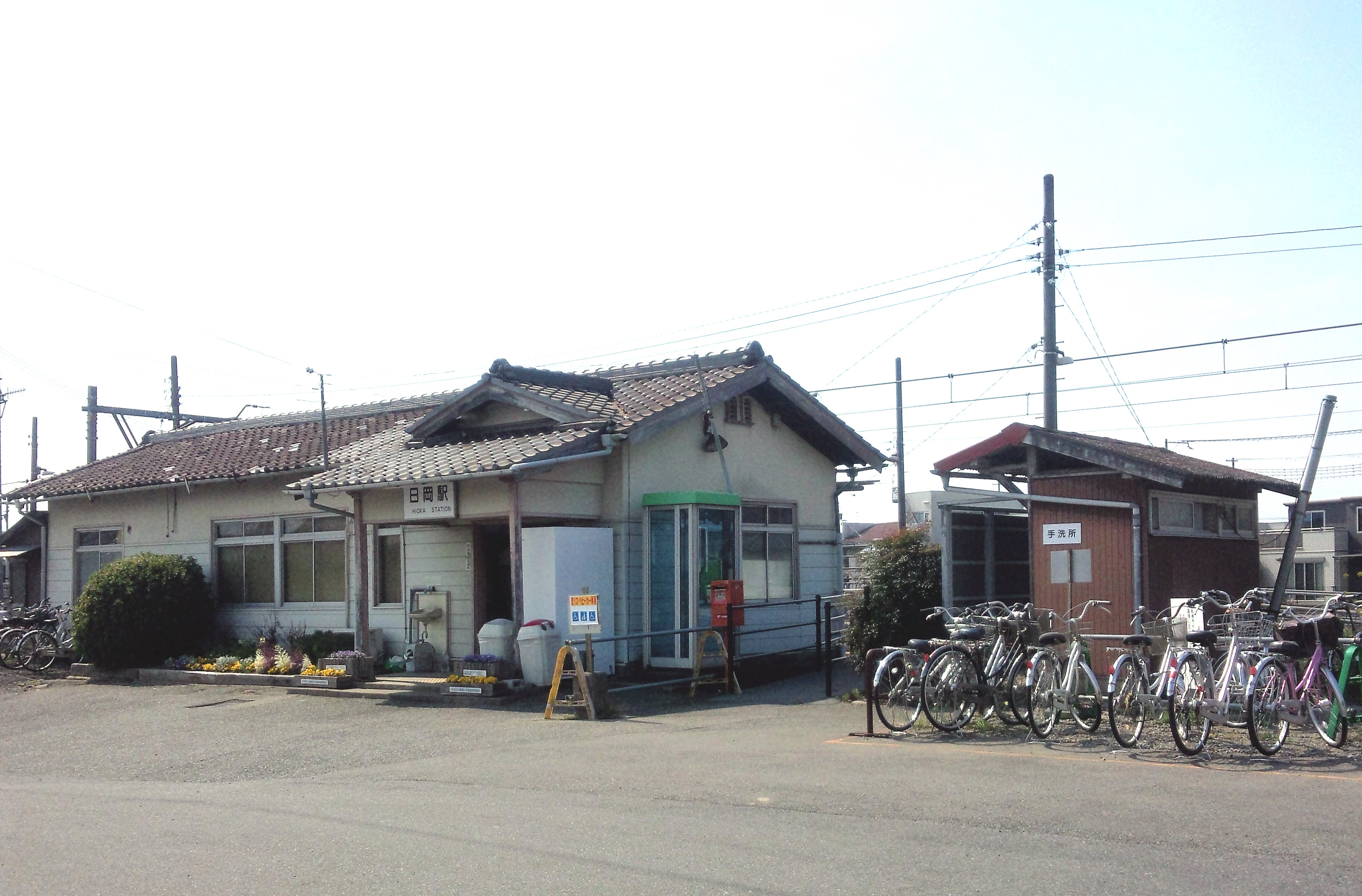
旧駅舎全景と駐輪場（2016年3月）

## 駅構造
相対式ホーム2面2線を有する、行違い設備を備えた地上駅になっている。線路はほぼ南西から北東に走り、駅舎は線路の南東側に設けられている。南東側の線路を加古川方面の列車が、北西側の線路を西脇市方面の列車が使用する。加古川方面の線路が直線となっているが、出発信号機が片方向しか付けられていないため、逆線発車はできない。駅舎は加古川方面ホームの神野方の端に接して設けられているが、当駅は加古川駅管理の無人駅となっており、待合所内部の窓口もカーテンが閉じられたままとなっている。二つのホームの神野方の端は遮断機・警報機付きの構内踏切で結ばれている。のりばには案内上の番号は付与されていない。
1948年（昭和23年）築の駅舎は木造平屋建てで、瓦葺の屋根を持つ。内部には待合所があり、自動券売機が一台設置され、ICOCAなどICカードは専用の簡易改札機で対応する。

### のりば
| のりば | 路線     | 方向 | 行先             |
| ------ | -------- | ---- | ---------------- |
| 1      | 加古川線 | 下り | 粟生・西脇市方面 |
| 2      | 加古川線 | 上り | 加古川方面       |

駅舎側のホームが2番のりばである。

## 利用状況
「兵庫県統計書」によると、2023年（令和5年）度の1日平均乗車人員は629人である。これは加古川線の途中駅で第5位の数値である。
近年の1日平均乗車人員は以下の通りである。
| 年度   | 1日平均 乗車人員 |
| ------ | ---------------- |
| 2000年 | 705              |
| 2001年 | 657              |
| 2002年 | 628              |
| 2003年 | 620              |
| 2004年 | 584              |
| 2005年 | 615              |
| 2006年 | 604              |
| 2007年 | 612              |
| 2008年 | 601              |
| 2009年 | 566              |
| 2010年 | 549              |
| 2011年 | 561              |
| 2012年 | 568              |
| 2013年 | 585              |
| 2014年 | 575              |
| 2015年 | 586              |
| 2016年 | 602              |
| 2017年 | 611              |
| 2018年 | 610              |
| 2019年 | 635              |
| 2020年 | 537              |
| 2021年 | 559              |
| 2022年 | 578              |
| 2023年 | 629              |

## 駅周辺
駅の北東には標高およそ50メートルの日岡山があり、この一帯が日岡山公園となっている。周辺には日岡神社や日岡陵などがあり、そのほかにも古墳が多数見られる。加古川刑務所は日岡山公園の南側にあり、当駅からは1kmほどの距離である。また、駅周辺には団地、アパートなども多い。タクシーの待ち合いがある。
- 加古川
- 加古川中津簡易郵便局
- 兵庫県立加古川北高等学校
- 加古川市立氷丘中学校
- 加古川市立氷丘小学校

## バス路線
県道沿いに日岡バス停、駅の北側に日岡駅口バス停が置かれ、神姫バス（加古川営業所）の路線バスが発着する。
日岡
- 加古川駅北口
- 神野駅前 / 兵庫県立加古川医療センター

日岡駅口
- 加古川駅北口
- 加古川営業所 / 兵庫県立加古川医療センター

## 隣の駅
西日本旅客鉄道（JR西日本）
 加古川線
加古川駅 - 日岡駅 - 神野駅